# Jakob Meisenheimer

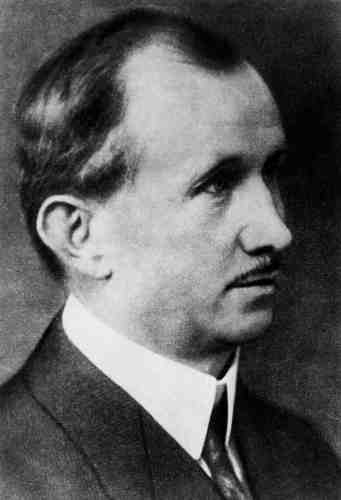
Jakob Meisenheimer, 1922

Jakob Meisenheimer (* 14. Juni 1876 in Griesheim am Main; † 2. Dezember 1934 in Tübingen) war ein deutscher Chemiker.

## Leben
Meisenheimer studierte nach dem Abitur (1895) am städtischen Gymnasium in Frankfurt am Main Chemie an der Universität Heidelberg und ab 1896 an der Ludwig-Maximilians-Universität München, an der er 1898 bei Johannes Thiele promoviert wurde (Über Additionserscheinungen bei mehrfach ungesättigten Carbonsäuren). Nach einjährigem Militärdienst in Koblenz war er bis 1902 Assistent von Johannes Thiele in München. Er war von 1902 bis 1909 an der Landwirtschaftlichen Hochschule in Berlin bei Eduard Buchner, habilitierte sich dort 1904 und wurde 1909 Nachfolger von Buchner als Professor. 1914 bis 1918 diente er zuletzt als Hauptmann eines Pionierbataillons im Ersten Weltkrieg. 1918 wurde er ordentlicher Professor an der Universität Greifswald und ab 1922 als Nachfolger von Wilhelm Wislicenus Professor für Chemie an der Universität Tübingen.
Er wohnte bis 1919 in Berlin-Dahlem, wo er sich von dem Architekten Heinrich Schweitzer eine Wohnvilla errichten ließ.
Meisenheimer klärte zusammen mit Helmut Meis den Mechanismus der Beckmann-Umlagerung auf. Nach ihm benannt sind die Meisenheimer-Umlagerung und die Meisenheimer-Komplexe, die er erstmals isolierte.
Er war korrespondierendes Mitglied der Bayerischen Akademie der Wissenschaften.
Er ist der Bruder von Johannes Meisenheimer und war seit 1909 mit Elmire Thiel verheiratet, der Tochter von Hugo Thiel.

## Schriften (Auswahl)
- mit Walter Theilacker: Stereochemie des Stickstoffs, 1933
- Der Aufbau der Moleküle aus den Atomen, Verlag W. Kohlhammer, 1934